# Кавин-Боти (Венеција)
Кавин-Боти (итал. Cavin-Botti) је насеље у Италији у округу Венеција, региону Венето.
Према процени из 2011. у насељу је живело 631 становника. Насеље се налази на надморској висини од 10 м.